# Nu är det jul igen
Nu är det jul igen är en gammal dansk/svensk julsång som oftast sjungs vid dans kring julgranen. Sångens text säger först att julen pågår fram till påsken, men informerar sedan om att så inte är fallet, för fastan kommer däremellan.

## Svensk text
||: Nu är det jul igen

Och nu är det jul igen

Och julen varar än till påska :||

||: Men det var inte sant

Och det var inte sant

För däremellan kommer fasta :||

## Dansk text
||: Nu’ det jul igen,

og nu’ det jul igen,

og julen varer li’ til påske. :||

||: Nej det’ ikke sandt,

nej det’ ikke sandt,

for ind imellem kommer fasten :||

## Publikation
- Julens önskesångbok, 1997, under rubriken "Tjugondag Knut dansar julen ut", angiven som "Folkmelodi"